# 봄맞이
봄맞이는 앵초과에 속하는 한·두해살이풀이다. 봄맞이꽃이나 봄마지꽃이라고도 부른다.

## 생태
볕이 잘 드는 산기슭의 풀밭이나 밭둑에서 자란다. 키는 10~20 센티미터쯤 되며 몸 전체에 털이 난다. 잎은 방석 모양으로 촘촘히 뭉쳐난다. 길이와 너비가 4~15밀리미터쯤 되는 둥근 모양이다. 가장자리에 삼각형 모양의 톱니가 있다. 꽃은 4~5월에 흰색으로 피는데 잎 사이에서 여러 개의 꽃줄기가 나와 우산형꽃차례를 이룬다. 꽃 지름은 4~5밀리미터이며 꽃잎이 5개인 것처럼 보이지만 한 개의 꽃부리가 깊게 갈라진 것이다. 꽃 안쪽은 곤충을 불러 모으기 위해 노란색을 띈다. 열매는 삭과로 꽃받침에 싸인 채로 익으며 5개로 갈라진다.

## 쓰임새
어린잎을 살짝 데쳐 양념에 무쳐 먹거나, 된장국 끓일 때 넣어 먹는다. 꽃을 그늘에 말려 차로 마시기도 한다.

## 사진

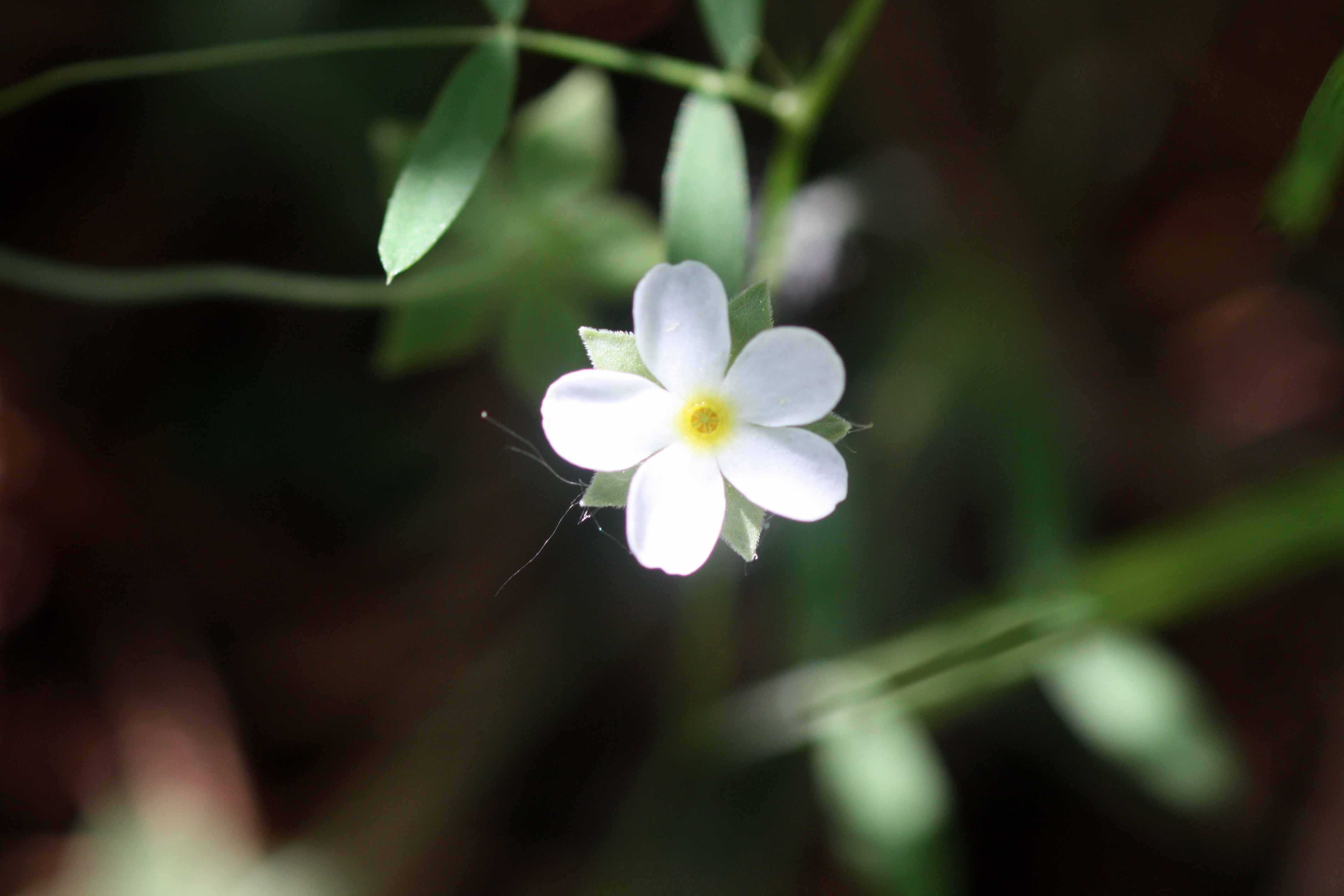
꽃
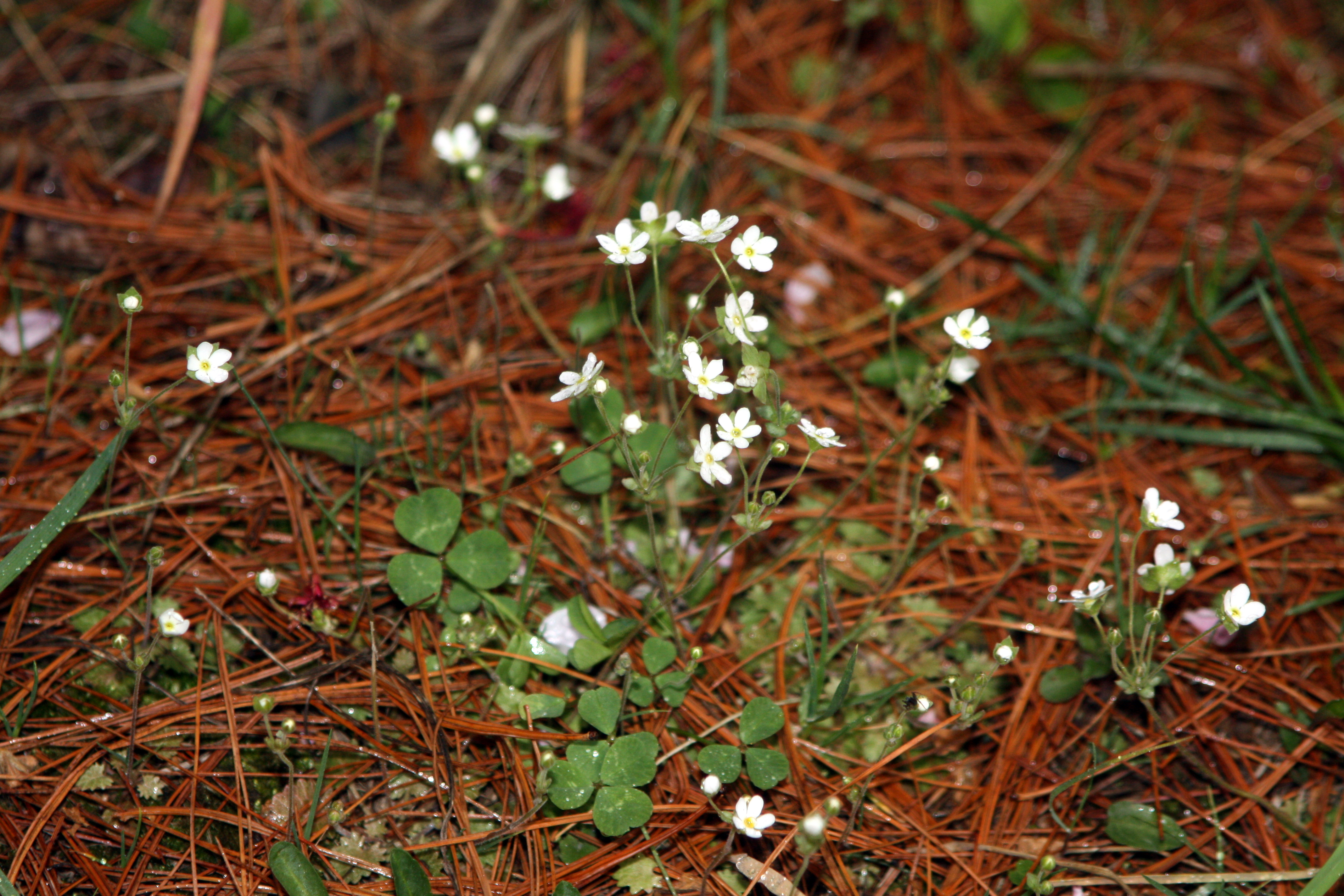
꽃2

## 참고 문헌
- 고경식; 김윤식 (1988). 《원색한국식물도감》. 아카데미서적.
- 이동혁 (2007). 《오감으로 찾는 우리 풀꽃》. 도서출판 이비컴. ISBN 978-89-89484-57-8.
- 이재명 (2009). 《느긋하게 친해져도 괜찮아 산나물 421》. 환크리에이티브컴퍼니. ISBN 978-89-958791-6-0.